# Nieuwe Joodse Begraafplaats (Krakau)
De Nieuwe Joodse Begraafplaats (Pools: Nowy cmentarz żydowski w Krakowie) is een historische necropolis aan de Miodowa-straat 55 in Krakau, Polen. Gelegen in de voormalige Joodse wijk Kazimierz heeft het een oppervlakte van ongeveer 4,5 hectare. Sinds 1999 is de begraafplaats een geregistreerd erfgoedmonument. Het terrein beschikt tevens over een goed bewaard gebleven mortuarium.
De begraafplaats telt meer dan 10.000 graven, waarvan de oudste dateert uit 1809. Daarnaast zijn er veel monumenten die de Joden die tijdens de Holocaust omkwamen herdenken.
Onder meer de kunstschilder Maurycy Gottlieb (1856-1879) ligt op deze begraafplaats begraven.

## Geschiedenis
De begraafplaats werd in 1800 gesticht op gronden die de Joodse gemeente van de Augustijnen had gekocht. In 1836 werd het vergroot met extra land gekocht van de monniken. Honderd jaar later raakte de begraafplaats vol. Vanaf 1932 werden de begrafenissen geleid naar een nieuw perceel dat de Joodse gemeente in 1926 had gekocht. Dit perceel lag aan de Abrahama-straat en de nabijgelegen Jerozolimska-straat. Deze twee begraafplaatsen vormden tijdens de Holocaust de locatie van het concentratiekamp Kraków-Płaszów waar de Joden van het getto van Krakau naartoe werd gedeporteerd. Deze begraafplaatsen bestaan niet meer.

### Tweede Wereldoorlog en naoorlogse renovatie
Tijdens de Tweede Wereldoorlog werd de begraafplaats door de Duitsers gesloten en werden de matzevot verkocht aan metselaars. Na de oorlog werden veel grafstenen teruggevonden en opnieuw geplaatst. In 1957 werd het gebied gerestaureerd. Na de ineenstorting van het communisme op 24 maart 1999 werd de begraafplaats, samen met het mortuarium uit 1903, opgenomen in het register van historische monumenten van Krakau.

## Galerij

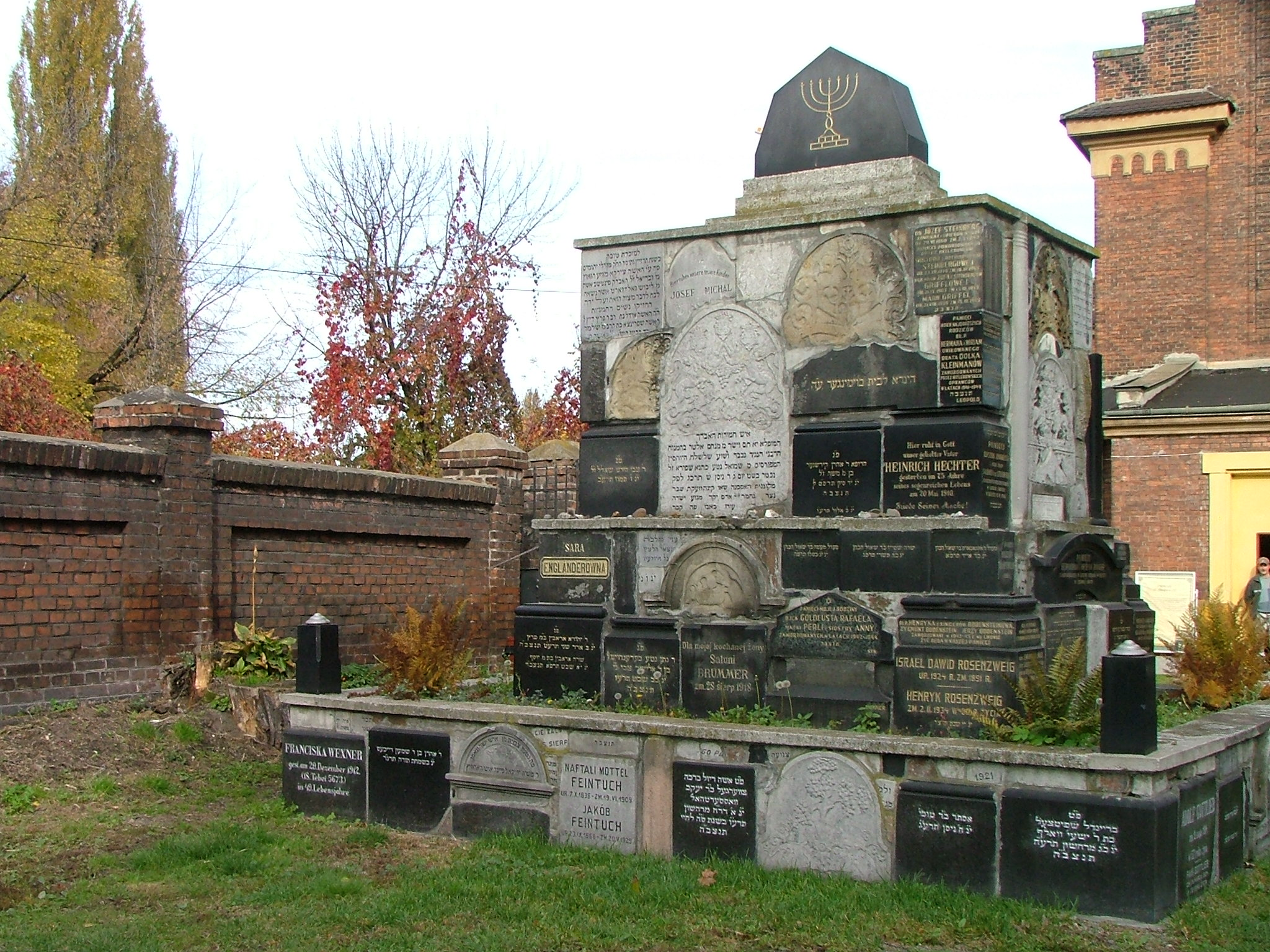
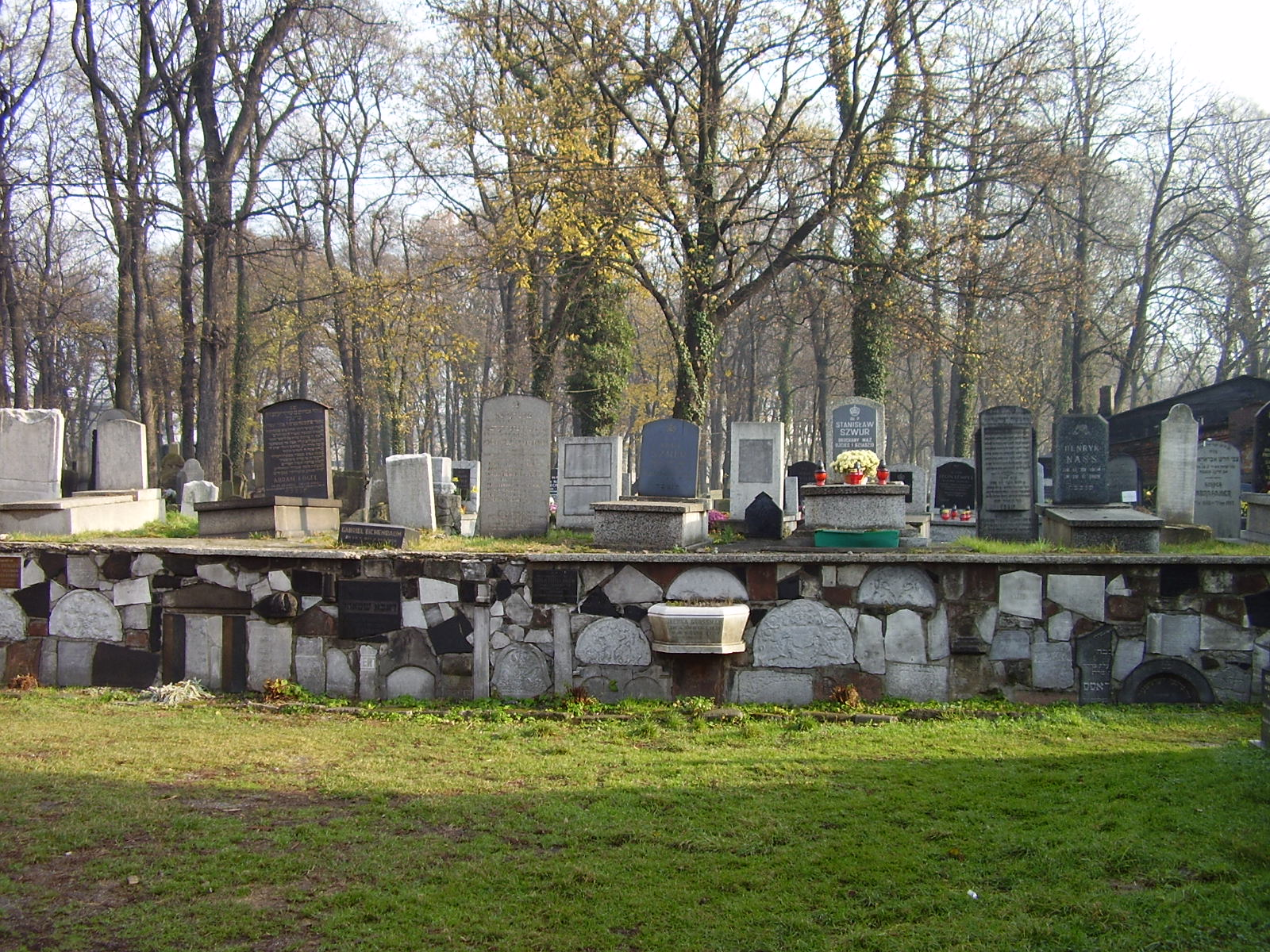
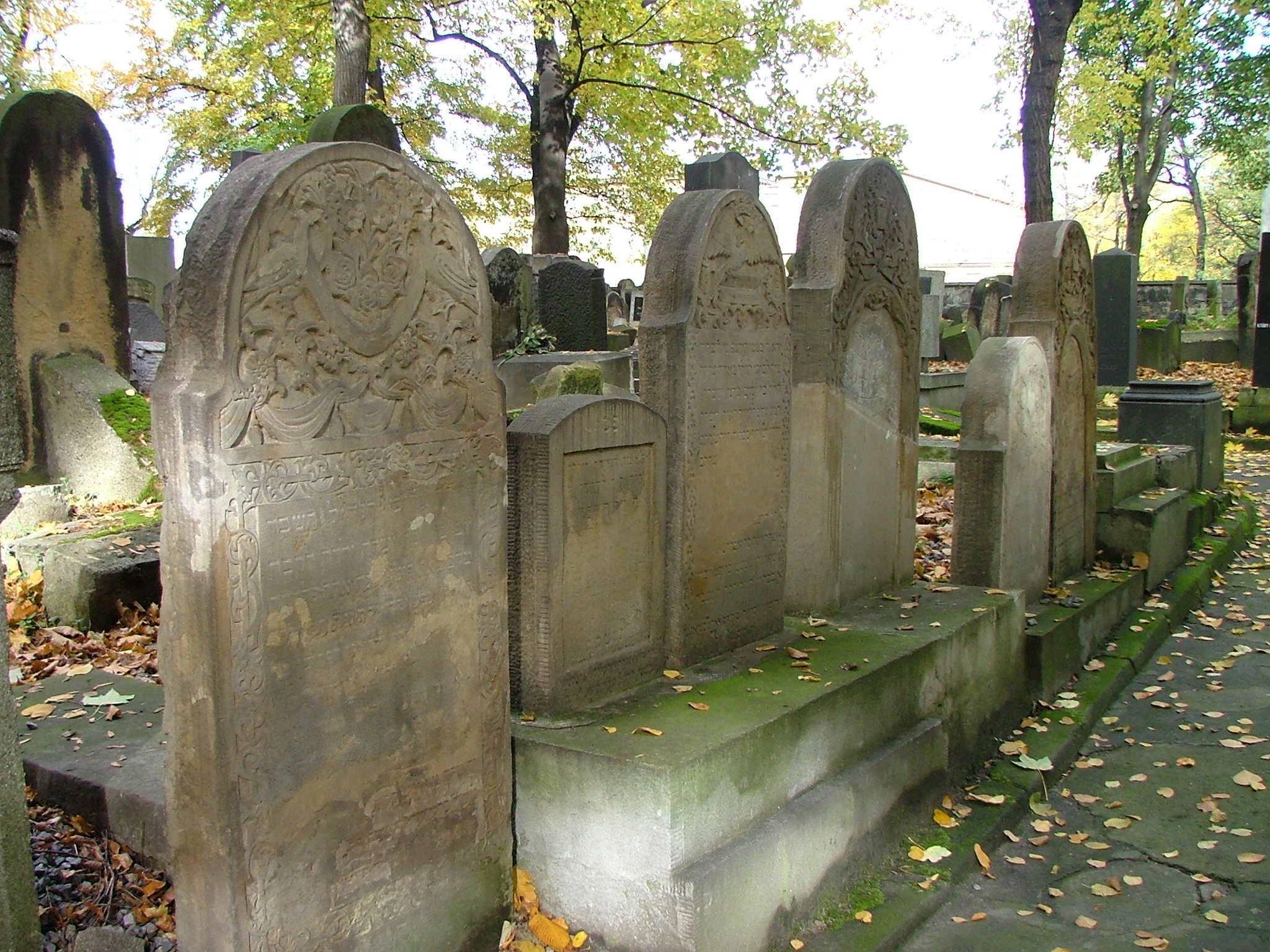
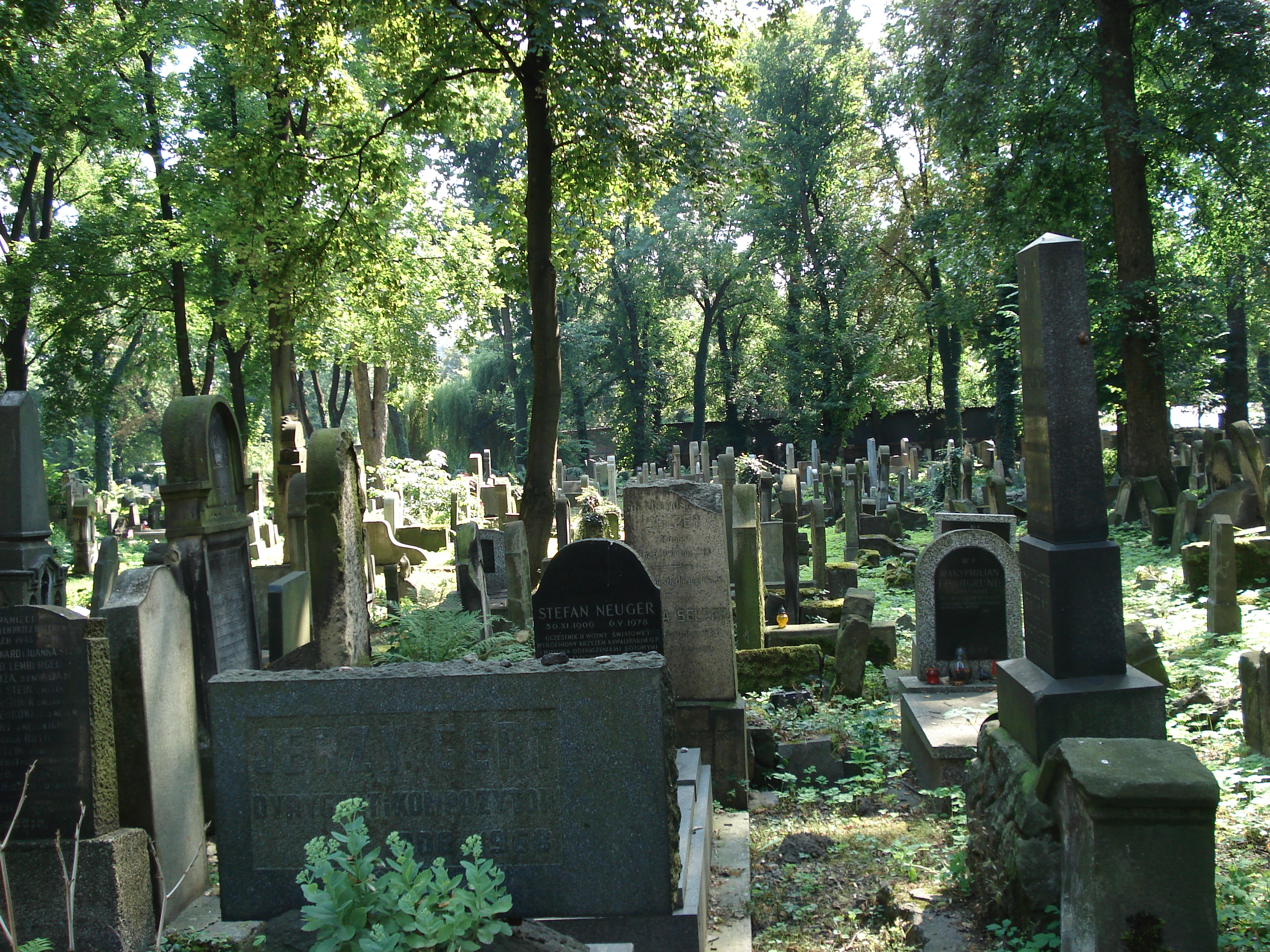